# Eclissi solare del 3 novembre 2032
L'eclissi solare del 3 novembre 2032 è un evento astronomico che avrà luogo il suddetto giorno attorno alle ore 05:34 UTC.